# Сан Никола Баронија
Сан Никола Баронија (итал. San Nicola Baronia) је насеље у Италији у округу Авелино, региону Кампанија.
Према процени из 2011. у насељу је живело 668 становника. Насеље се налази на надморској висини од 628 м.

## Становништво
Према резултатима пописа становништва 2011. у општини је живело 784 становника.
| 1931. | 1936. | 1951. | 1961. | 1971. | 1981. | 1991. | 2001. | 2011. |
| ----- | ----- | ----- | ----- | ----- | ----- | ----- | ----- | ----- |
| 1.225 | 1.267 | 1.242 | 1.189 | 1.053 | 993   | 952   | 859   | 784   |